# Старуха Изергиль
«Старуха Изергиль» — рассказ Максима Горького, написанный в 1894 году, состоящий из трёх частей. В рассказ вошли две «легенды»: легенда о Ларре и легенда о Данко, а также рассказ старухи о мужчинах, которых она любила на протяжении жизни.
Впервые напечатано в периодическом издании «Самарская газета» в 1895 году, номер 80, 16 апреля; номер 86, 23 апреля; номер 89, 27 апреля.
Написано, по-видимому, осенью 1894 года. Датировка подтверждается письмом В. Г. Короленко от 4 октября 1894 года члену редакции «Русские ведомости».

## Сюжет
Основная концепция рассказа: «Жить вне людей и для себя (Ларра)» — «Жить с людьми, но для себя (Изергиль)» — «Жить с людьми и для людей (Данко)».

### Легенда о Ларре
Герой первой легенды, рассказанной старухой, — Ларра, сын женщины и орла. Он лишь внешне похож на человека, являясь при этом сеятелем смерти и противопоставляя себя жизни. Бездумное следование инстинкту, стремление к достижению цели любой ценой, существование, лишённое прошлого и будущего, — всё это обесценивает и гордость, и красоту, изначально присущие Ларре. Он — воплощённая бездуховность: только себя он мнит совершенным и губит неугодных ему. Ларра лишается человеческой судьбы: он не умирает, а перестаёт существовать. Попытка самоубийства неудачна: земля отстраняется от его ударов. Всё, что осталось от него, — тень и имя «отверженный». Судьбу Ларры определил суд человеческий. Именно в одиночестве и отторжении от людей Горький видит самое страшное наказание.

### Легенда о Данко
В степи испокон веков жили люди одного племени. Потом пришло другое племя и изгнало людей в лес. Племя не могло идти назад в степь, но и впереди был опасный лес с ядовитыми болотами.
Вдруг среди людей появился Данко, вызвавшийся провести людей через лес к другой степи. По пути люди обозлились на него и хотели убить, но Данко вырвал из груди пылающее сердце и довёл людей до другой степи, после чего умер. Никто не заметил, что он умер, кроме одного человека, который, боясь чего-то, наступил на ещё пылавшее сердце. Оно погасло, но оставило после себя искры, которые остались мерцать в степи.

## Экранизации
- 1967 — «Легенда о пламенном сердце», мультфильм студии «Киевнаучфильм».
- 1987 — «Старуха Изергиль», телеспектакль студии  «Гостелерадио МССР».